# Арыг-Узюнский сумон
Арыг-Узюнский сумон — административно-территориальная единица (сумон) и муниципальное образование со статусом сельского поселения в Улуг-Хемском кожууне Тывы Российской Федерации.
Административный центр и единственный населённый пункт сумона — село Арыг-Узю.

## Население
| 2017 | 2018  |
| ---- | ----- |
| 1363 | ↗1369 |